# ديان أديلايد دي مايلي نيسل
ديان أديلايد دي مايلي نيسل (11 فبراير 1713 - 3 نوفمبر 1769)هي كانت الثالثة من بين خمس شقيقات، أربع منهن سيصبحن عشيقات الملك لويس الخامس عشر ملك فرنسا. كانت عشيقته بين عامي 1742 و1745.